# Hanoi Hilton (película de 1987)
Hanoi Hilton (título original: The Hanoi Hilton) es un drama bélico estadounidense de 1987 escrita y dirigida por Lionel Chetwynd y protagonizada por Michael Moriarty y Aki Aleong.
Está basado en hechos reales ocurridos durante la guerra de Vietnam aunque se crearon personas ficticias para retratar en la película lo ocurrido.

## Argumento
La película trata sobre los prisioneros de guerra estadounidenses capturados durante la guerra de Vietnam. El primero, el piloto de las Fuerzas Aéreas de los Estados Unidos Williamson fue hecho prisionero en 1964 después de que su avión fuese derribado. A la medida que avanza la guerra más americanos son hecho prisioneros, sobre todo pilotos de aviones de guerra. Todos son luego transportados a Hanói a un campo de prisioneros y encerrados allí. De esa manera todos se conocen allí. El lugar es apodado irónicamente por los prisioneros estadounidenses "Hanoi Hilton", que está dirigido por el mayor Ngo Doc. Otros prisioneros de guerra en cambio son transportados a otros campos de prisioneros.
Actuando bajo el principio de que Estados Unidos está conduciendo una guerra no declarada, Vietnam del Norte decide tratar a los prisioneros como criminales y los maltratan y manipulan con el propósito de conseguir que se vean también como tales para luego liberarlos y conseguir así una victoria pública propagandística. Cuando ellos se defienden al respecto hasta el punto de comportarse como militares estadounidenses día a día ante ellos, ellos también los torturan. También abusan de ellos con fines políticos y tratan de extraerles información en su provecho. Por el camino algunos también son asesinados. Aun así resisten y se crean relaciones profundas entre ellos por ello.
Finalmente todo cambia en invierno de 1970 después de que Estados Unidos tratase de liberar a prisoneros estadounidenses de otra prisión. Aunque fracasan, ellos consiguen poner el tema en un asunto público, por lo que deciden tratarlos como prisioneros de guerra y utilizarlos como baza para las negociaciones de paz en París. Al mismo tiempo Ngo Doc es transferido por haber fallado en su misión. 
Desde entonces los norvietnamitas aglutinan a los prisioneros estadounidenses de otros campos de prisión en esa prisión para evitar de mejor forma otro posible intento de liberación por parte de los americanos de liberarlos y los tratan también mejor hasta el punto de encargarse de que puedan enviar y recibir cartas de Estados Unidos.
Finalmente la guerra termina para Estados Unidos en 1973 y un gran avión del ejército estadounidense vuela al lugar para recogerlos. Los prisioneros reciben al avión con alegría y se van con él a casa. Se recogieron a 735 prisioneros de guerra en Vietnam del Norte, pero se menciona también que no se han encontrado todavía a 2421 prisioneros de guerra que todavía se encuentran desaparecidos.

## Reparto
| Actor               | Personaje                  |
| ------------------- | -------------------------- |
| Michael Moriarty    | Ten. Comandante Williamson |
| John Edwin Shaw     | Mason                      |
| Ken Wright          | Kennedy                    |
| Paul Le Mat         | Earl Hubman                |
| Aki Aleong          | Mayor Ngo Doc              |
| David Soul          | Mayor Oldham               |
| Stephen Davies      | Cap. Robert Miles          |
| Lawrence Pressman   | Cnel. Cathcart             |
| Doug Savant         | Ashby                      |
| David Anthony Smith | Gregory                    |
| Jeffrey Jones       | Mayor Fischer              |
| John Vargas         | Oliviera                   |

## Producción

### Desarrollo
Par hacer el guion Chetwynd entrevistó a más de 100 prisioneros que estuvieron en la prisión. Lo terminó de hacer en 1978 e hizo durante años planes para hacer la película tanto para el cine como para la televisión. Columbia Pictures, Paramount Pictures y HBO intentaron desarrollarlo, pero tuvieron problemas con la naturaleza del guion y prefirieron que Chetwynd lo reescribiera para que fuera centrado en un personaje principal.
Chetwynd se negó y finalmente él presentó el guion a Menahem Golan, el jefe de la Cannon Pictures. Él accedió a producirla y puso para ello a su disposición un presupuesto de 5 millones de dólares.

### Rodaje
El rodaje comenzó el 8 de octubre de 1986 en Los Ángeles en el estado estadounidense de California. La filmación se llevó a cabo casi en su totalidad en los terrenos del hospital de la Administración de Veteranos en la sección Westwood de Los Ángeles, un edificio de 100 años de antigüedad, que se había utilizado a lo largo de los años como hospital para tuberculosos y más tarde como centro psiquiátrico. Se utilizó ese edificio, porque se parecía mucho a la prisión en Hanói. Una vez terminado se estrenó el 27 de marzo de 1987.

## Recepción
La película fue un fracaso de taquilla y de crítica.
En el presente la película fue valorada en portales de información cinematográfica. En IMDb, con 1.097 votos registrados, obtiene una media ponderada de 6,1 sobre 10. En Rotten Tomatoes no hay crítica profesional, mientras que el 48 % entre más de 250 valoraciones de los usuarios del agregador le dan una media de 3,2 sobre 5.